# Himberg (Puchberg am Schneeberg)
Der Himberg ist ein Berg in der Marktgemeinde Puchberg am Schneeberg im südlichen Niederösterreich mit einer Höhe von 948 m ü. A.

## Lage
Den östlich von Puchberg gelegenen Himberg umgibt nördlich und westlich die Puchberger Straße, die Wiener Neustadt mit Neunkirchen verbindet. Südöstlich setzt sich der Bergrücken mit dem Kienberg (1015 m ü. A.) fort. Der Himberg wird bereits der Gebirgsgruppe der Gutensteiner Alpen zugeordnet, während die anderen Berge des Puchberger Talkessels zur Rax-Schneeberg-Gruppe gezählt werden.

## Geologie
Der Himberg ist größtenteils von Wald bedeckt. Im Süden des Berges gab es in früherer Zeit Erdrutsche, deren Auswirkungen noch sichtbar sind. Auf die unterste Gesteinsschicht des Wettersteinkalks folgt ein biogener Wettersteinkalk und darauf ein makroskopisch auffälliges Gestein, in dem zentimetergroße rötlichbraune bis graue mikritische Kalkkomponenten mit hell- und dunkelgrau gebänderten Kalzitzementen verbunden sind. Diese Gesteinsschichten sind auch in der weiteren Umgebung zu finden.

## Geschichte

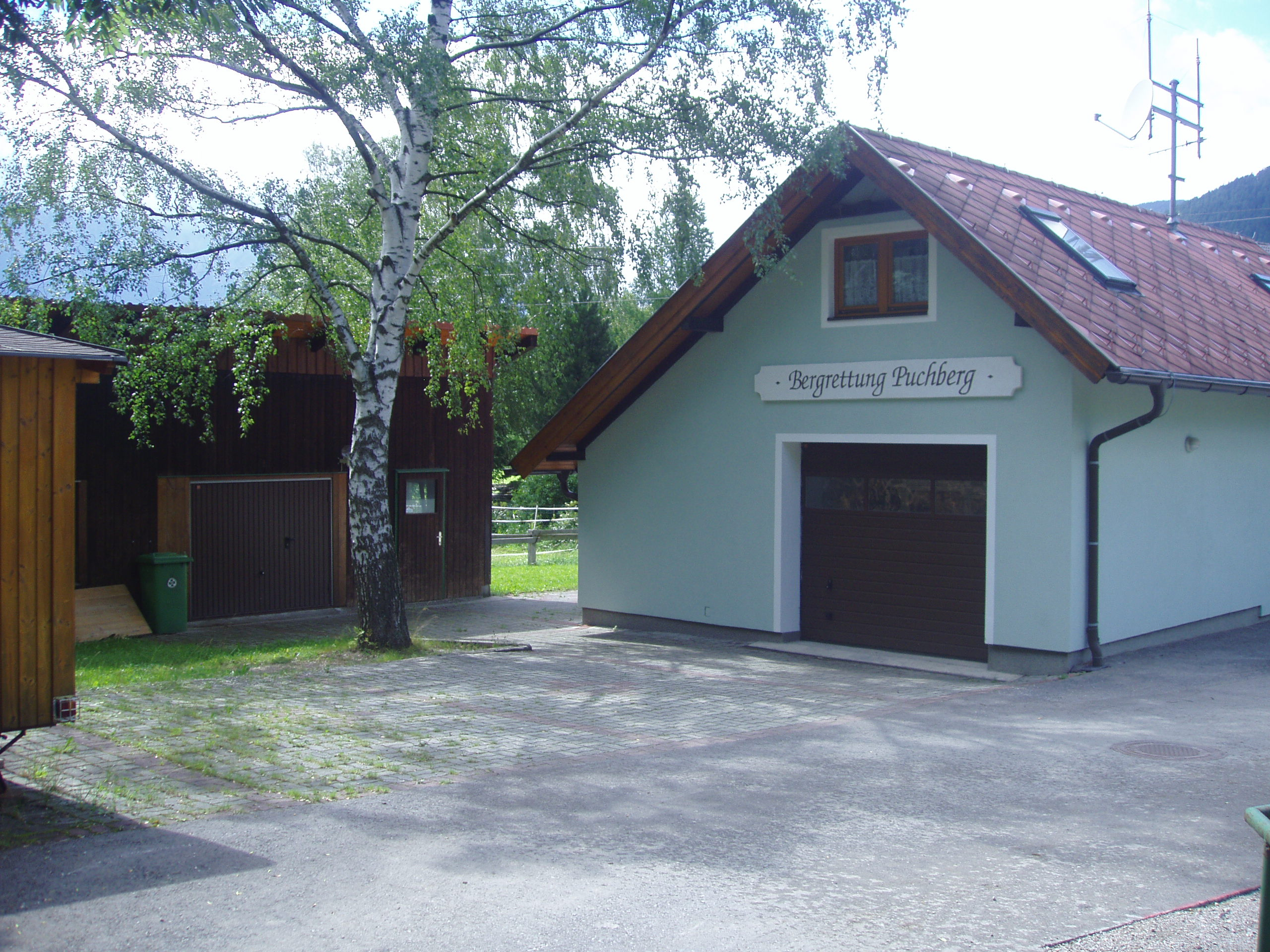
Die ehemalige Talstation des Sesselliftes

Bis zur Errichtung des Sesselliftes 1949, des ersten in Niederösterreich, wurde der Berg nicht oft bestiegen. In den Jahren nach seinem Bau legte man neue Wanderwege und einen Naturpark mit verschiedenen Tiergehegen an. Von da an war der Himberg neben dem Schneeberg einer der meistbesuchten Berge in der Region. Deshalb wurde in der Nähe des Gipfels eine Schutzhütte gebaut, das Himberg-Haus. Der Sessellift wurde wegen Sicherheitsmängeln am Ende des 20. Jahrhunderts abmontiert und die Schutzhütte ein paar Jahre später wegen zu geringer Besucherzahlen aufgegeben.
Die Schneise des einstigen Sesselliftes ist noch zu erkennen. Die Talstation wurde vor ein paar Jahren Stützpunkt des Österreichischen Bergrettungsdienstes. Die Bergstation wurde entfernt, die Gehege wurden aufgelassen. Die Wanderwege werden Jahr für Jahr schlechter begehbar.

## Sonstiges

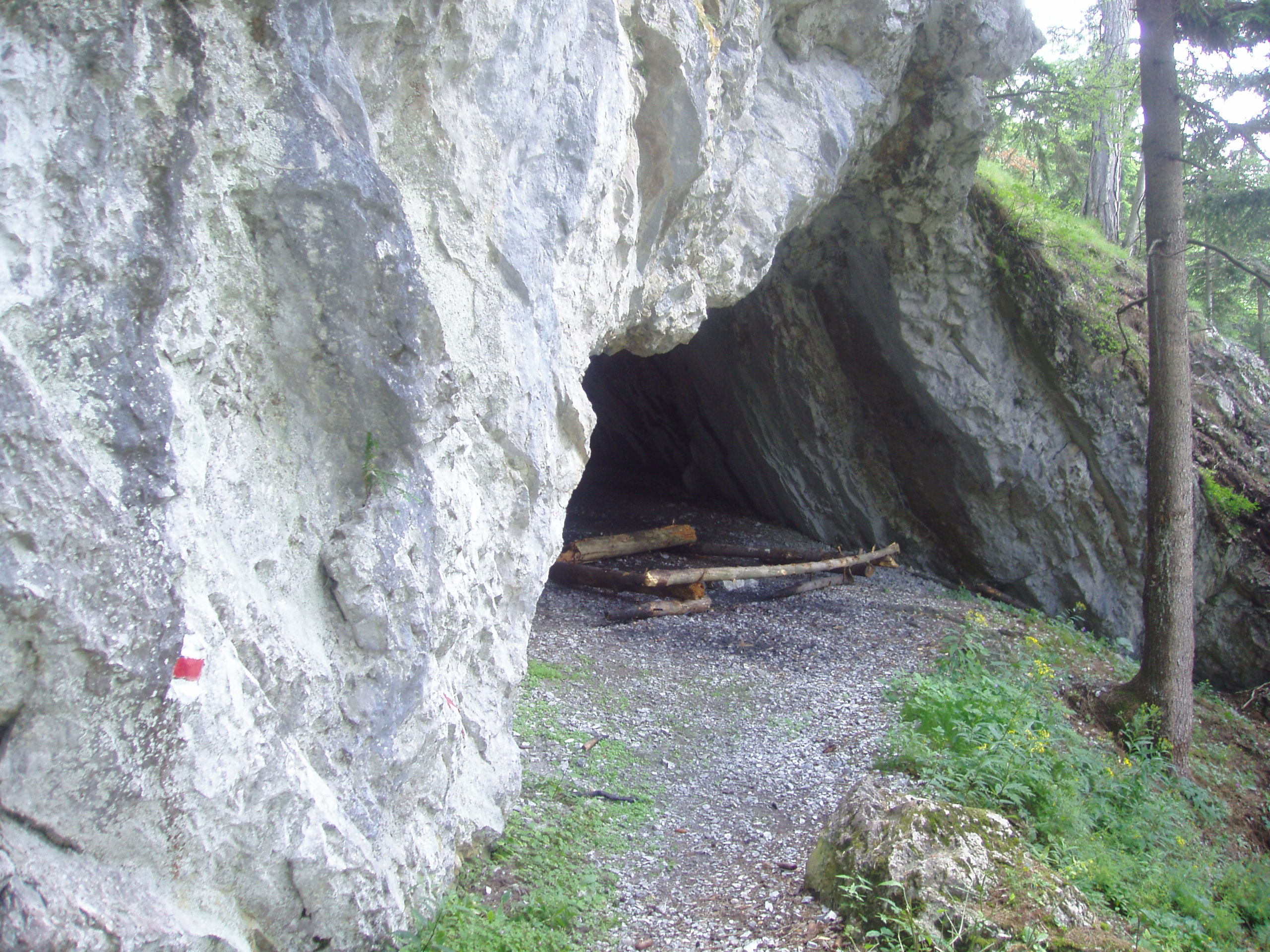
Allelujahöhle

- Im Zuge der Belagerung Wiens kamen die Osmanen 1683 auch nach Puchberg. Der Sage nach flüchtete ein Teil der Bevölkerung in die Allelujahöhle auf der Nordseite des Himbergs. Um nicht entdeckt zu werden, schickten sie eine Frau mit ihrem schreienden Kind weg. Allerdings wurden die Osmanen durch eine Feuerstelle aufmerksam und töteten alle Flüchtlinge. Lediglich die ausgeschlossene Mutter und das Kind überlebten. Der Schneebergautor J. A. Schultes hat angeblich im 19. Jahrhundert Menschenknochen an jener Stelle gefunden.
- Am Himberg wurde Anfang des 21. Jahrhunderts eine vollautomatische Antennenstation für den Mobilfunk errichtet.
- Am Himberg befinden sich das Günther-Schlesinger-Denkmal und das Paul-Kammerer-Denkmal (siehe: Liste der Denkmäler in Puchberg am Schneeberg).